# Båge (arkitektur)

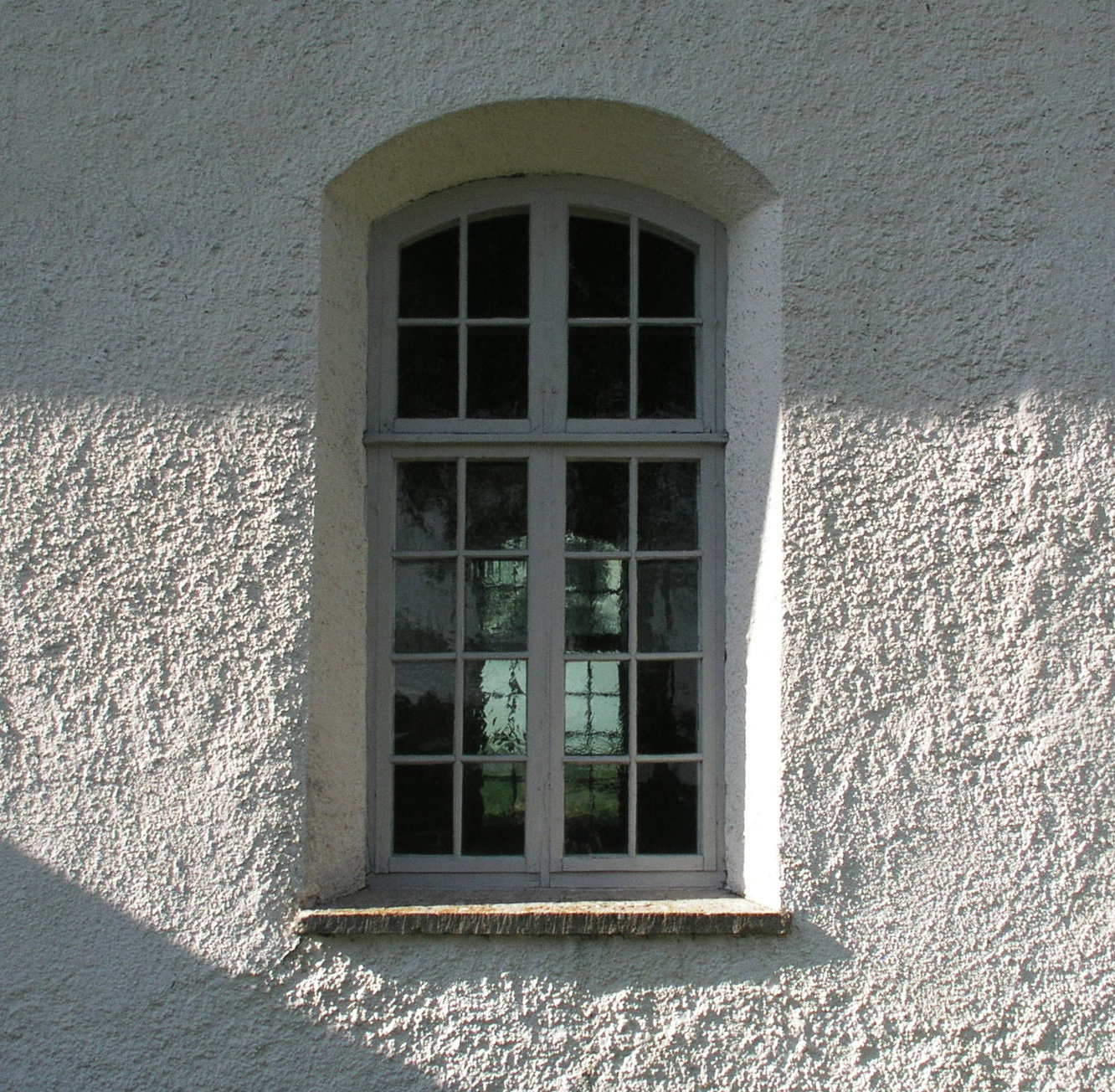
En stickbåge vid Ås kyrka.

En båge är en konstruktion som är välvd eller spänd mellan två stöd och vars undersida bildar en båge eller är sammansatt av flera båglinjer. Bågen utvecklades i antikens Grekland och utvecklades vidare i det romerska riket. Under gotiken blev bågen ett viktigt konstruktivt element. Den används fortfarande i modern arkitektur i till exempel broar.
Tekniskt skiljer man på moderna bågar som vanligen består av ett eller flera stycken och äldre murade bågar, s.k. valvbågar. Moderna bågar byggs i till exempel armerad betong och kan uppta dragkrafter där valvbågar i till exempel sten endast kan uppta tryckkrafter.

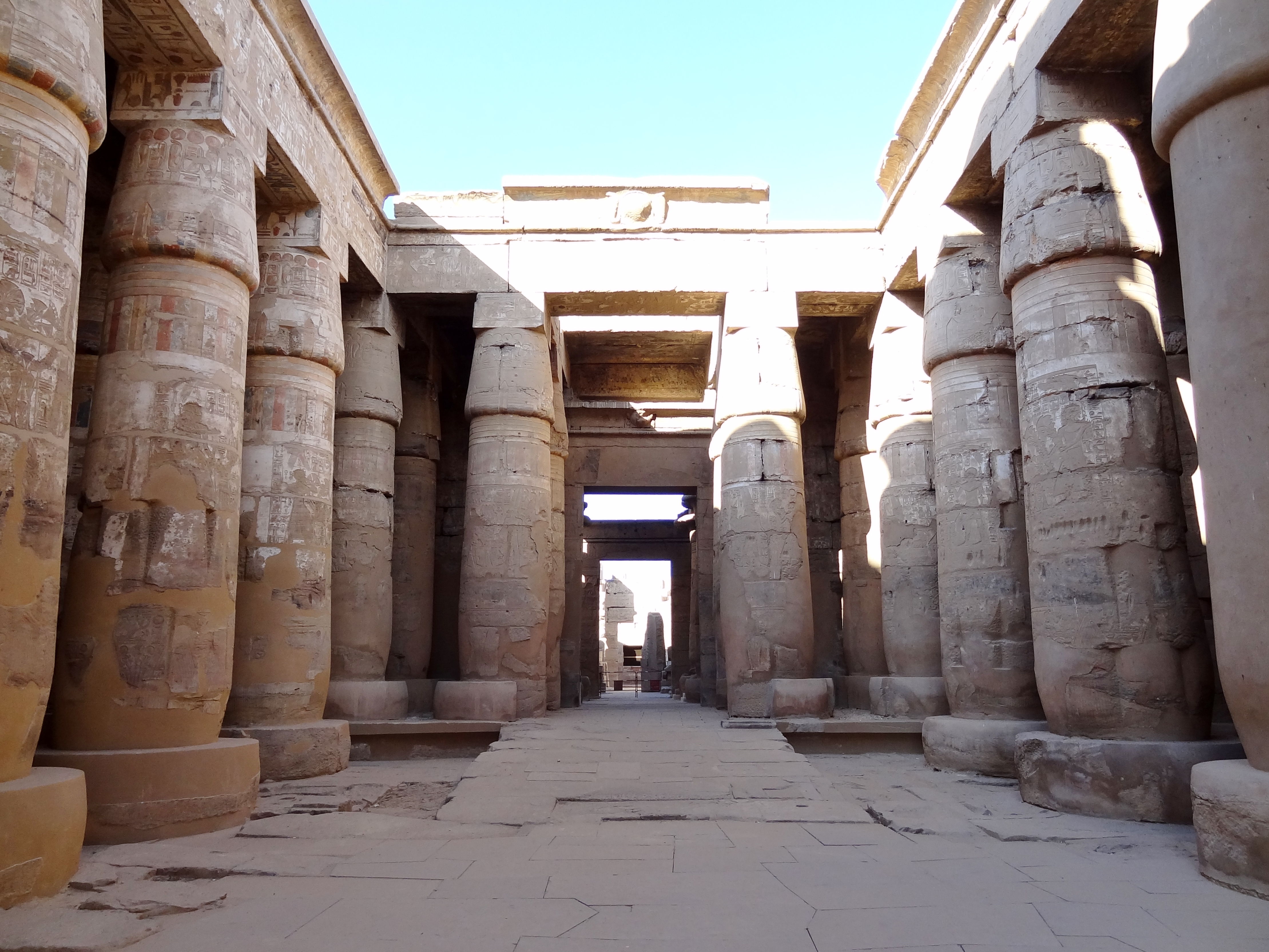
Det forntida Egypten använde inte bågar och valv, utan lade stora platta stenar ovanpå pelare.

Bågar användes i Egypten, Babylonien, Grekland och i Assyrien för kulvertar och andra underjordiska strukturer, men romarna var de första som använde dem även i till exempel representationsbyggnader. Den romerska bågen är en s.k. rundbåge eller halvcirkelbåge som slogs med udda antal kilstenar vilket ger en centralt placerad slutsten. En inte helt ideal form ur konstruktiv synpunkt - den senare gotiska spetsbågen svarar bättre mot de krafter som verkar på bågen.
Romarna använde rundbåge när de byggde akvedukter.

## Avlastningsbåge

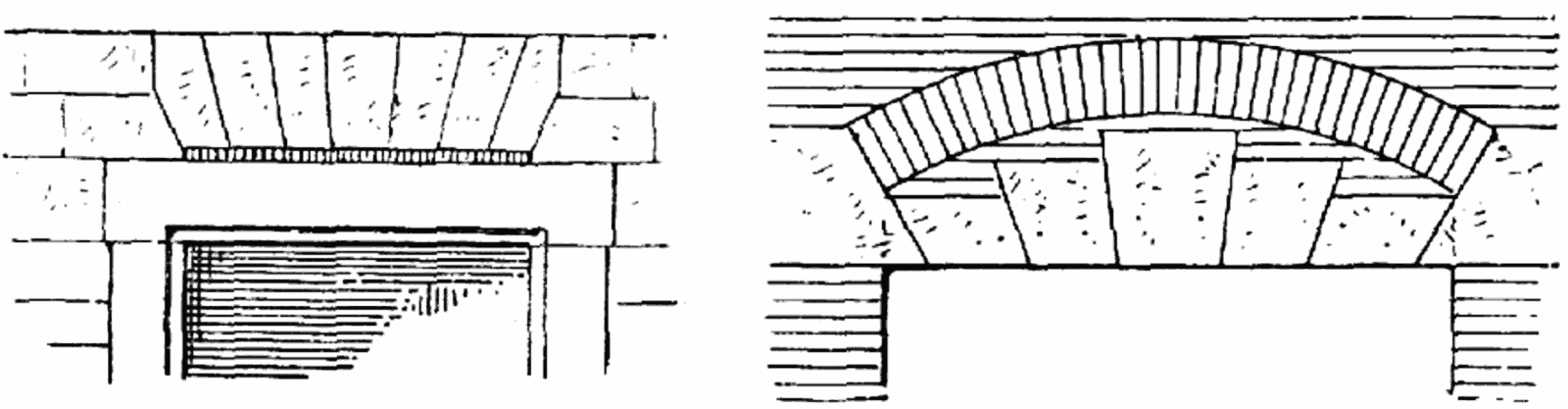
Avlastningsbåge

En Avlastningsbåge är en båge vars uppgift är avväxling av laster till intilliggande murar. Numera används vanligen en avväxlingsbalk i betong eller stål för ändamålet.

## Terminologi
- Anfangssten kallas en sten i ett valv eller båge som ligger direkt ovanför anfanget.
- Arkad, en serie bågar.
- Kupolen är en tredimensionell applicering av bågens princip.
- Transversalribba (gördelbåge, förstärkningsbåge), båge på undersidan av ett valv som utgör gräns mellan olika travéer i en kyrka.
- Valvben kallas den del av en båge där sidotrycket är starkast, ungefär mitt emellan anfangslinjen och krönet.
- Valvstomme, trästomme som används vid konstruktioner av bågar och valv och som avlägsnas när murbruket torkat.

## Lista över bågtyper

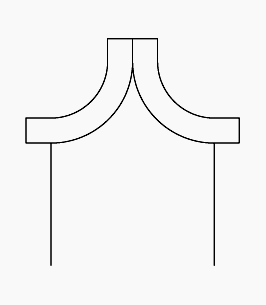
Draperibåge, består av två eller fler konvexa cirkelsegment. Var vanlig i senare gotisk arkitektur.
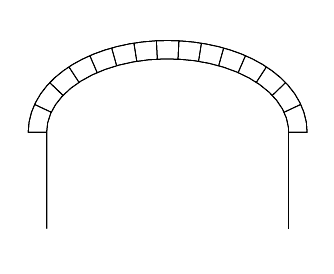
Ellipsbåge, form av en halv ellips. Ellipsbågen är vanligast som diagonalbåge i kryssvalv.
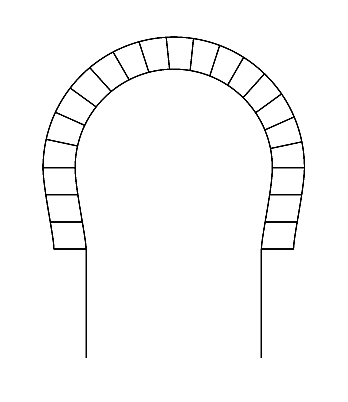
Hästskobåge, har en radie som är större än halva spännvidden och vars centrum ligger ovanför bågens anfang.
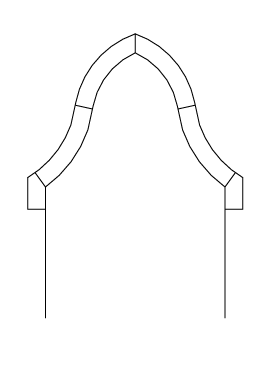
Karnisbåge, består av två S-formade halvor. Karnisbågen är konvex vid anfangen och konkav vid båghjässan.
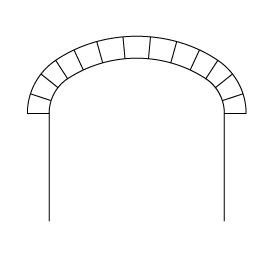
Korgbåge eller tryckt rundbåge, består av tre eller fler cirkelbågar med olika radier och vars tangenter sammanfaller i ändpunkterna.
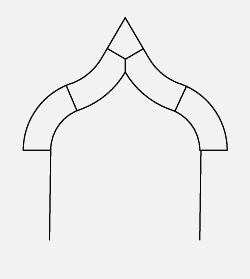
Kölbåge
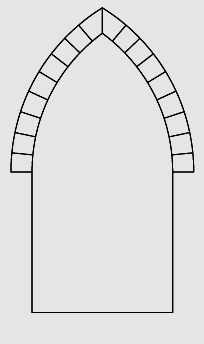
Lansettbåge, cirkelsegmenten har medelpunkten förlagd utanför motstående anfang och följaktligen är smalare och högre än den liksidiga spetsbågen. Man kan också kalla lansettbågen för likbent spetsbåge.
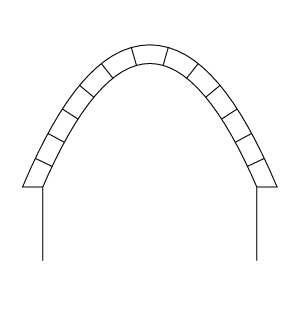
Parabelbåge, formen av en parabel
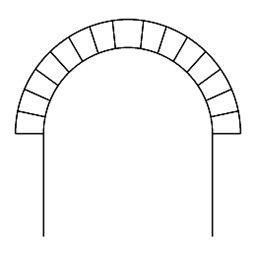
Rundbåge.
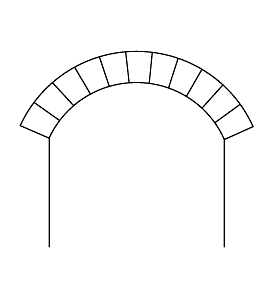
Stickbåge eller segmentbåge, har en radie som är större än halva spännvidden och vars centrum ligger nedanför bågens anfang.
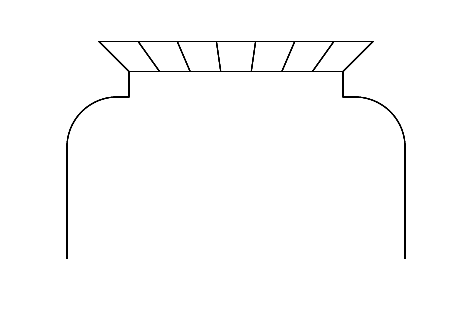
Skulderbåge, består av tre delar: två cirkelsegment, "skuldrorna", som bär en horisontell överliggare, "halsen". I bågen sker en växelvis övergång mellan horisontella och vertikala krafter.
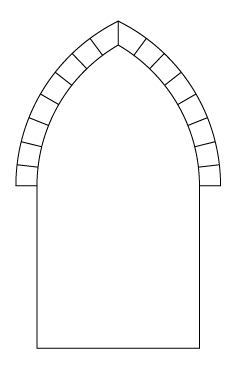
Spetsbåge
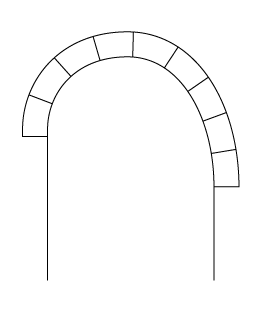
Stigande båge, där anfangerna befinner sig på olika höjd.
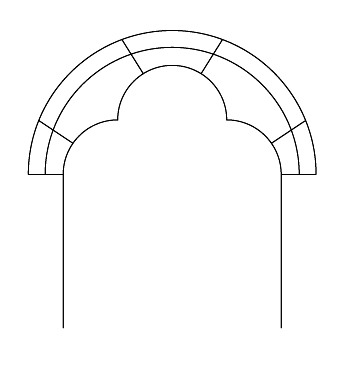
Trepassbåge eller trifoliebåge, består av ett arrangemang av cirkelsegment eller spetsbågar. Förekommer rikligt i gotisk arkitektur, ofta tillsammans med masverk och reliefer.
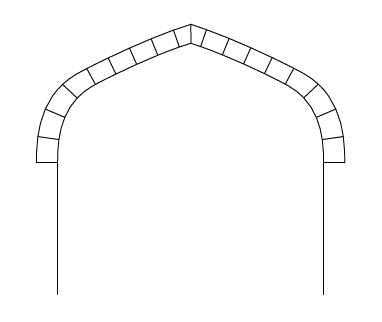
Tudorbåge, består av två cirkelsegment som förenas i bågens hjässa av två räta linjer.
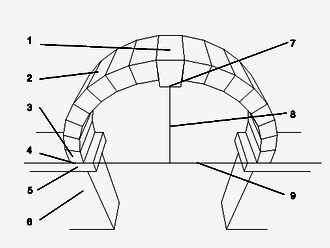
Valvbåge.
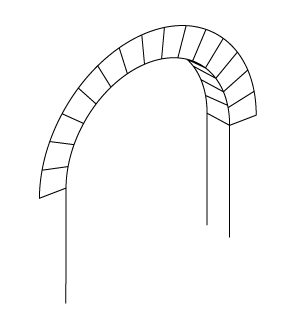
Valvbåge
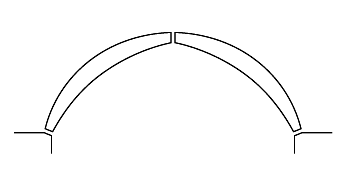
Modern treledsbåge

- Gördelbåge
- Sköldbåge
- Transversalbåge, en nedsänkt gördelbåge, som förstärker valvet och markerar gränsen mellan travéerna.